# Цеберка повітря
«Цеберка повітря» (англ. A Pail of Air) — науково-фантастичне оповідання Фріца Лайбера, вперше опубліковане в грудні 1951 року журналом «Galaxy Magazine».

## Сюжет
Історія розповідається десятирічним хлопчиком, який живе на Землі після того, як вона стала мандрівною планетою, яку відірвала від Сонця «темна зірка». Втрата сонячного тепла призвела до того, що атмосфера Землі замерзла в товсті шари «снігу». Батько хлопчика працював із групою інших вчених над будівництвом великого притулку, але землетруси, які супроводжували катастрофу, зруйнували його та вбили інших. Йому вдалося побудувати менший, тимчасовий притулок під назвою «Гніздо» для своєї родини, де вони підтримують атмосферу, придатну для дихання, періодично дістаючи відра із замороженим киснем, щоб розморозити на вогні. Таким чином вони вижили протягом багатьох років.
Зрештою їх знаходить пошукова група з великої групи вцілілих у Лос-Аламосі, де вони використовують ядерну енергію для забезпечення тепла та почали використовувати ракети для пошуку інших уцілілих (радіо неефективне на великій відстані без іоносфери). Вони розказують, що інші групи людей вижили в ядерних дослідницьких установах в Аргонні, Брукхейвені та Харвеллі, і що розробляються плани щодо створення уранових колоній у Великому Невільничому озері або в регіоні Конго.